# Theopista Sekitto Ntale
Theopista Sekitto Ntale, (nhũ danh Theopista Sekitto), là một giám đốc ngân hàng, doanh nghiệp xã hội và từ thiện người Uganda. Bà là một đại sứ của Liên minh Ngân hàng toàn cầu cho phụ nữ, tại châu Phi. Bà cũng đồng thời làm Giám đốc Quốc gia của New Faces New Voices, một tổ chức phi lợi nhuận quốc tế, nhằm mục đích trao quyền cho phụ nữ châu Phi và cải thiện đời sống kinh tế và xã hội.

## Tuổi thơ và giáo dục sớm
Theopista được sinh ra ở Vùng Buganda của Uganda. Năm 1992, bà có bằng Cử nhân Nghệ thuật về Khoa học Chính trị và Hành chính công, từ Đại học Quốc gia Lesentine. Sau đó, bà đã được trao bằng Thạc sĩ Nghệ thuật về Nghiên cứu Giới, bởi Đại học Makerere, trường đại học công lập lâu đời nhất và lớn nhất ở Uganda.

## Nghề nghiệp
Vào tháng 2 năm 2003, Ssekitto Ntale được Standard Chartered Uganda tuyển dụng, phục vụ ở đó trong gần năm năm cho đến tháng 9 năm 2007. Vào tháng 10 năm 2007, bà chuyển sang Ngân hàng DFCU, và phục vụ gần bảy năm, vươn lên vị trí Trưởng phòng Ngân hàng Bán buôn và lên cấp phó chủ tịch cấp cao.
Với quyết định có hiệu lực từ tháng 4 năm 2010, Theopista đã từng là Giám đốc Quốc gia tại Uganda, của New Faces New Voices, một tổ chức phi lợi nhuận dành cho phụ nữ, được thành lập bởi Graca Machel.

## Gia đình
Theopista, (tên viết tắt là Theo), đã bị ảnh hưởng bởi HIV/AIDS, căn bệnh này đã cướp đi sinh mạng của bảy thành viên gia đình, bao gồm cả người cha quá cố của bà vào năm 1990. Bà đi khắp thế giới để chia sẻ kinh nghiệm của mình và đưa ra lời khuyên về cách đối phó với dịch bệnh này.